# Tragedia hiszpańska
Tragedia hiszpańska (ang. The Spanish Tragedy) – dramat Thomasa Kyda, będący pierwszą sztuką elżbietańską o dużych walorach literackich i teatralnych.

## Charakterystyka ogólna
Sztuka Kyda, nosząca podtytuł Hieronimo znowu jest szalony (ang. Hieronimo is mad again) powstała pod koniec lat osiemdziesiątych XVI wieku, najprawdopodobniej w 1587 roku. Została oparta na wzorach senekańskich. Dzieło, jak przystało na prawdziwą tragedię, jest bardzo krwawe. Głównym motorem akcji jest zemsta. Taka motywacja działań bohaterów, nieskomplikowana, a zarazem silna i przekonująca dla odbiorcy, na dodatek typowa dla krajów śródziemnomorskich, najwyraźniej przypadła do gustu widzom teatrów elżbietańskich, bo schemat dramatu Kyda zaczął być powielany przez innych autorów łącznie z Williamem Szekspirem, który prawdopodobnie oparł swojego Hamleta na zaginionej sztuce Kyda o księciu duńskim.

## Forma
W Tragedii hiszpańskiej Kyd dał popis zarówno bombastycznego (napuszonego) stylu retorycznego, jak i białego wiersza (blank verse). Zastosowane przez niego rozwiązania formalne były stosowane przez jemu współczesnych, przede wszystkim Christophera Marlowe. Próbką stylu Kyda jest otwierający sztukę monolog ducha Andrea:
When this eternal substance of my soul
Did live imprison’d in my wanton flesh,
Each in their function serving other’s need,
I was a courtier in the Spanish court:
My name was Don Andrea; my descent,
Though not ignoble, yet inferior far
To gracious fortunes of my tender youth.
For there in prime and pride of all my years,
By duteous service and deserving love,
In secret I possess’d a worthy dame,
Which hight sweet Bellimperia by name.
Dramaturg wykorzystuje aliterację: prime and pride.
Kyd, opierając się na wzorach antycznych, stosuje stychomytię, czyli wymianę replik jednowersowych:
Lorenzo: This hand first took his courser by the reins.
Horatio: But first my lance did put him from his horse.
Lorenzo: I seiz’d his weapon, and enjoy’d it first.
Horatio: But first I forc’d him lay his weapons down.
Autor posługuje się też paralelizmem i anaforą:
Be still, Andrea; ere we go from hence,
I’ll turn their friendship into fell despite,
Their love to mortal hate, their day to night.
Their hope into despair, their peace to war,
Their joys to pain, their bliss to misery.

## Osoby
| Osoba                | Jej rola w dramacie             |
| -------------------- | ------------------------------- |
| Duch Andrei          |                                 |
| Zemsta               |                                 |
| Król                 | hiszpański                      |
| Cyprian              | książę Kastylii, jego brat      |
| Lorenco              | syn księcia                     |
| Bellimperia          | siostra Lorenca                 |
| Generał              | wojska hiszpańskiego            |
| Wicekról             | portugalski                     |
| Pedro                | jego brat                       |
| Baltazar             | jego syn                        |
| Aleksandro i Wilupio | panowie portugalscy             |
| Ambasador            | portugalski                     |
| Hieronimo            | marszałek na dworze hiszpańskim |
| Izabela              | jego żona                       |
| Horacjo              | ich syn                         |
| Pedringano           | sługa                           |
| Serberin             | słudzy Baltazara                |
| Christofil           | sługa Lorenca                   |
| Bazulto              | starzec                         |

## Treść

### Akt I
Duch Andrei zostaje wysłany przez władcę królestwa podziemnego Plutona z powrotem na ziemię, by się pomścił za swą śmierć na swoim zabójcy, księciu portugalskim, Baltazarze. Król hiszpański dowiaduje się o zwycięstwie swej armii nad wojskami portugalskimi, rozstrzyga też spór pomiędzy Lorencem a Horacjem o to kto wziął do niewoli księcia Baltazara, pierwszemu przyznając jego zbroję, drugiemu prawo do okupu. Król portugalski dostaje wiadomości o klęsce swej armii. Niespokojnemu o los syna, Wilupio donosi, że zabił go skrytobójczo królewski doradca Aleksandro. Król wtrąca Aleksandra do więzienia, a Wilupio pozbywa się rywala. Bellimepria wysłuchuje relacji Horacja o śmierci swego ukochanego, Andrei, w bitwie z ręki Baltazara. Zafascynowana dzielnością Horacja, który odbił zwłoki Andrei i wziął do niewoli jego zabójcę, zakochuje się w nim. Baltazar wyznaje Bellimperii swą miłość. Odtrąconemu przez księżniczkę księciu obiecuje pomoc Lorenco. Ambasador portugalski z radością dowiaduje się, że Baltazar żyje. Hieronimo wystawia pantomimę o tym, że zarówno władcy portugalscy, jak i hiszpańscy tracili swą koronę na rzecz rycerzy angielskich.

### Akt II
Lorenco groźbą i przekupstwem wydobywa od zaufanego sługi swej siostry, Pedringana, informację, że księżniczka jest zakochana w Horacju. Wraz z Baltazarem jest świadkiem miłosnej rozmowy Horacja i Bellimperii i wyznaczenia schadzki przez księżniczkę, wieczorem w altanie. Król nakłania swego brata, by przekonał córkę do małżeństwa z Baltazarem, które mogłoby doprowadzić w przyszłości do połączenia obydwu królestw. Podczas miłosnej schadzki Bellimperii z Horacjem do altany wdzierają się Lorenco, Baltazar i Pedringano, mordują Horacja i uprowadzają księżniczkę. Krzyki Bellimperii budzą Hieronima, który odnajduje zwłoki syna i poprzysięga zemstę jego mordercom.

### Akt III
Wicekról portugalski zarządza egzekucję Aleksandra. W ostatniej chwili skazanego ratuje Ambasador, który przywozi list od Baltazara i wiadomość, że książę ma się dobrze. Hieronimo dostaje list o Bellimperii, w którym wskazuje mu ona zabójców Hieronima. Obawiając się podstępu Hieronimo próbuje rozmówić się z księżniczką. Lorenco, zaniepokojony zainteresowaniem Hieronima Belimperią, dochodzi do wniosku, że niedyskrecję popełnił jego sługa Serberin i poleca Pedringanowi go zastrzelić. Na miejsce zabójstwa wysyła straż, która aresztuje Pedringana. Uwięzionego sługę zapewnia, że nic mu nie grozi, król podpisał bowiem jego ułaskawienie. Pedringano zostaje powieszony ufny w obietnicę swego pana. Kat znajduje jednak przy nim list do Lorenca, który utwierdza Hieronima w jego podejrzeniach. Marszałek bliski jest obłędu, myśli o samobójstwie. Ostatecznie jednak decyduje się przedstawić swą sprawę królowi. Z Portugalii przybywa ojciec Baltazara, błogosławi zamierzonemu małżeństwu syna z Bellimperią i ogłasza, że po ślubie zrzeknie się korony na rzecz nowożeńców. Hieronimo próbuje dostać się do króla, Lorenco nie dopuszcza jednak do tego, sugerując, że Marszałek oszalał. Ojciec Lorenca, zaniepokojony plotkami na temat udziału Lorenca w zabójstwie Horacja, doprowadza do spotkania syna z Hieronimem i do ich pozornego pogodzenia się.

### Akt IV
Bellimperia wyrzuca Hieronimowi, że tak zwleka z zemstą, marszałek uspokaja ją jednak. Jego żona w przystępie szaleństwa niszczy altanę, miejsce śmierci swego syna i popełnia samobójstwo. Kiedy Lorenco i Baltazar zwracają się do Hieronima o wystawienie dla wicekróla portugalskiego widowiska podobnego temu, jakie wystawił dla ambasadora, marszałek proponuje tragedię, w której zagraliby: on sam, Baltazar, Bellimpeira i Lorenco. Po zakończeniu niezbędnych przygotowań sztuka zostaje wystawiona przed obydwoma królami Soliman-Baltazar, po zdobyciu Rodos zakochuje się w pięknej brance chrześcijańskiej Presedzie-Bellimperii, żonie rycerza Erasta-Lorenca. Podstępny Pasza-Hieronimo radzi Solimanowi, by zgładził Erasta, który stoi na przeszkodzie jego miłości. Władca zgadza się po przezwyciężeniu pewnych oporów. Pasza przebija sztyletem Erasta-Lorenca. Zrozpaczona Praseda-Bellimperia w odwecie przebija Solimana-Baltazara, po czym popełnia samobójstwo. Hieronimo odsłania widzom, że tragedia stanowiła akt sprawiedliwości za zamordowanie jego syna Horacja, po czym wybiega, by się powiesić. Wobec groźby Króla, że weźmie go na tortury, by wszystko wyznał, odgryza sobie język. Ostatecznie zgadza się wszystko wyznać na piśmie i prosi o nóż do zaostrzenia pióra. Nożem tym przebija Cypriana, brata królewskiego i siebie. Duch Andrei jest zadowolony z wypełnionej zemsty. Izabelę, Hieronima i Bellimperię zobowiązuje się zabrać ze sobą na Pola Elizejskie, a Baltazara, Lorenca, Cypriana, Serberina i Pedringana zaprowadzić do Tartaru, by podzielili los mitycznych nieszczęśników: Syzyfa, Tantala, Iksjona.

## Znaczenie
Tragedia hiszpańska Kyda stała się szablonem, według którego konstruowali swoje dramaty wszyscy właściwie twórcy elżbietańscy aż po Johna Forda i Johna Webstera. Była ona kołem zamachowym dramaturgii angielskiej od końca lat osiemdziesiątych XVI wieku po lata czterdzieste XVII wieku. Jej znaczenie dla rozwoju teatru elżbietańskiego trudno przecenić. Lucas Erne nazywa nawet dramat Kyda arcydziełem (masterpiece) i stwierdza, że był on „the most succesful play” (najbardziej wziętą sztuką) epoki do 1642 roku. Sztuka Kyda ustaliła nowy gatunek, nazywany tragedią zemsty. Warto dodać, że na schemacie tragedii zemsty oparte są Wichrowe Wzgórza Emily Brontë.

## Przekłady
Tragedię hiszpańską przekładali na język polski Juliusz Kydryński i Zygmunt Kubiak.